# Giovanni Campani

Giovanni Campani

Giovanni Campani (* 6. Juni 1820 in Siena; † 5. September 1891 ebenda) war ein italienischer Pharmakologe. 
Ab 1830 besuchte er in Siena das Seminar Arcivescovile und studierte ab 1831 Pharmazie am dortigen Collegio medico. 1847 promovierte er an der Universität Siena. 1850 erhielt er in Florenz den Lehrstuhl für Pharmakologie an der Schule von Santa Maria Nuova. Zwischen 1850 und 1854 hatte er die Möglichkeit, Wissenschaftler in London, Paris, Lyon und Marseille zu besuchen, wobei er sich zunehmend der Chemie zuwandte. 1860 wurde er zum Professor für allgemeine Chemie der Doppeluniversität Pisa-Siena bestellt. 